# المركز الوطني للمعلومات الصناعية
المركز الوطني للمعلومات الصناعية، هو مركز حكومي سعودي، تأسس في أبريل 2017 تحت مظلة وزارة الطاقة والصناعة والثروة المعدنية (وزارة الطاقة حاليا)، ويعد مخزنا للمعلومات الصناعية الوطنية، ويشمل مركز الترميز الذي يعمل على ترميز وتصنيف المنتجات استنادا إلى المواصفات الفنية.

## المهام
يتولى المركز قيادة وتوجيه عمليات جمع البيانات والمعلومات والمؤشرات الإحصائية حول المشاريع الصناعية في المملكة، وتنظيم عمليات التحليل الإحصائي للبيانات، وترميز وتصنيف المنتجات المصنعة في المملكة.
ويعمل المركز على تعزيز الربط والتكامل وبناء قواعد بيانات متكاملة حول القطاع الصناعي في المملكة وضمان جودة تلك البيانات، إلى جانب جمع البيانات والمعلومات والمؤشرات الإحصائية حول المنشآت الصناعية المرخصة، بالإضافة إلى تشغيل مركز الترميز السعودي.